# David Nalbandian

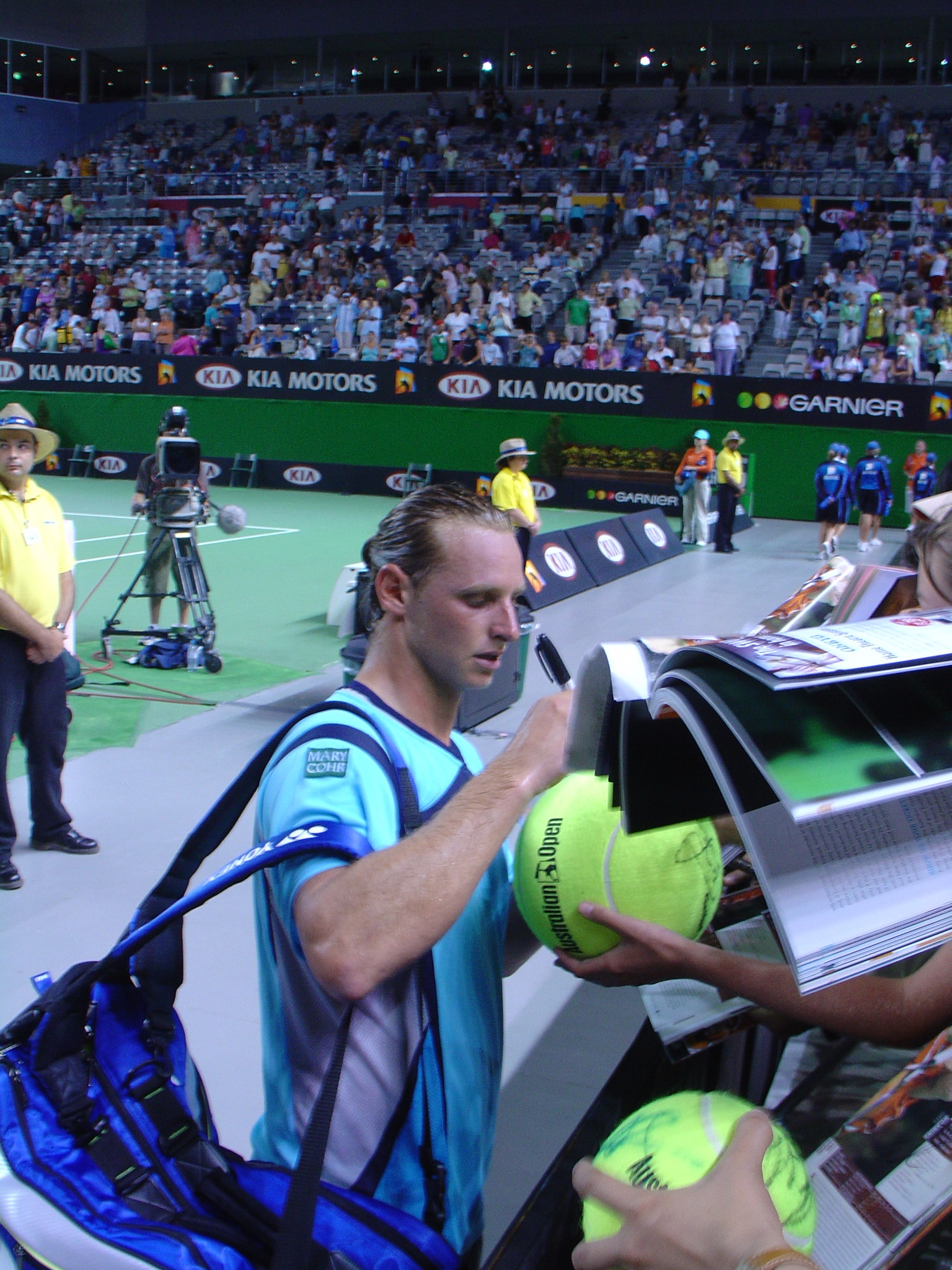
Nalbandian ký tặng tại Giải quần vợt Úc mở rộng 2006

David Pablo Nalbandian (phát âm tiếng Tây Ban Nha: [daˈβið ˈpaβlo nalβanˈdjan]; sinh ngày 1 tháng 1 năm 1982) là cựu vận động viên quần vợt người Argentina. Anh từng giữ vị trí số 3 thế giới, Á quân Giải Vô địch Wimbledon 2002 và nhà vô địch Tennis Masters Cup năm 2005. Bên cạnh đó, Nalbandian cũng có 2 chức vô địch Masters 1000. Nalbandian là người Argentina duy nhất từng góp mặt ở bán kết của cả bốn giải Grand Slam và là người Argentina duy nhất cho tới nay vào tới chung kết Wimbledon.

## Các trận chung kết

### Chung kết Grand Slam

#### Đơn: 1 (1 lần á quân)
| kết quả | Năm  | Giải đấu  | Mặt sân | Đối thủ        | Tỷ số         |
| ------- | ---- | --------- | ------- | -------------- | ------------- |
| Á quân  | 2002 | Wimbledon | Cỏ      | Lleyton Hewitt | 1–6, 3–6, 2–6 |

### Chung kết ATP World Tour Finals

#### Đơn: 1 (1 danh hiệu)
| Kết quả | Năm  | Giải đấu | Mặt sân  | Đối thủ       | Tỷ số                                    |
| ------- | ---- | -------- | -------- | ------------- | ---------------------------------------- |
| Vô địch | 2005 | Shanghai | Thảm (i) | Roger Federer | 6–7(4–7), 6–7(11–13), 6–2, 6–1, 7–6(7–3) |

### Chung kết Masters 1000

#### Singles: 6 (2 danh hiệu, 4 á quân)
| Outcome | Year | Championship   | Surface  | Opponent           | Score         |
| ------- | ---- | -------------- | -------- | ------------------ | ------------- |
| Á quân  | 2003 | Canada Masters | Cứng     | Andy Roddick       | 1–6, 3–6      |
| Á quân  | 2004 | Rome Masters   | Đất nện  | Carlos Moyá        | 3–6, 3–6, 1–6 |
| Á quân  | 2004 | Madrid Masters | Cứng (i) | Marat Safin        | 2–6, 4–6, 3–6 |
| Vô địch | 2007 | Madrid Masters | Cứng (i) | Roger Federer      | 1–6, 6–3, 6–3 |
| Vô địch | 2007 | Paris Masters  | Cứng (i) | Rafael Nadal       | 6–4, 6–0      |
| Á quân  | 2008 | Paris Masters  | Cứng (i) | Jo-Wilfried Tsonga | 3–6, 6–4, 4–6 |

## Chung kết ATP

### Đơn: 24 (11 danh hiệu, 13 á quân)
| Giải đấu                          |
| --------------------------------- |
| Grand Slam tournaments (0–1)      |
| ATP World Tour Finals (1–0)       |
| ATP World Tour Masters 1000 (2–4) |
| ATP World Tour 500 Series (1–1)   |
| ATP World Tour 250 Series (7–7)   |

| Mặt sân       |
| ------------- |
| Cứng (5–5)    |
| Đất nện (4–4) |
| Cỏ (0–2)      |
| Thảm (2–2)    |

| Kiểu sân         |
| ---------------- |
| Ngoài trời (6–7) |
| Trong nhà (5–6)  |

| Kết quả | Thắng-Thua | Ngày                      | Giải đấu                                         | Mặt sân     | Đối thủ            | Tỷ số                                    |
| ------- | ---------- | ------------------------- | ------------------------------------------------ | ----------- | ------------------ | ---------------------------------------- |
| Á quân  | 1.         | ngày 1 tháng 10 năm 2001  | Campionati Internazionali di Sicilia, Palermo, Ý | Đất nện     | Félix Mantilla     | 6–7(2–7), 4–6                            |
| Vô địch | 1.         | ngày 8 tháng 4 năm 2002   | Estoril Open, Estoril, Bồ Đào Nha                | Đất nện     | Jarkko Nieminen    | 6–4, 7–6(7–5)                            |
| Á quân  | 2.         | ngày 8 tháng 7 năm 2002   | Wimbledon, London, Vương quốc Anh                | Cỏ          | Lleyton Hewitt     | 1–6, 3–6, 2–6                            |
| Vô địch | 2.         | ngày 21 tháng 10 năm 2002 | Davidoff Swiss Indoors, Basel, Thụy Sĩ           | Thảm (i)    | Fernando González  | 6–4, 6–3, 6–2                            |
| Á quân  | 3.         | ngày 11 tháng 8 năm 2003  | Canada Masters, Montréal, Canada                 | Cứng        | Andy Roddick       | 1–6, 3–6                                 |
| Á quân  | 4.         | ngày 27 tháng 10 năm 2003 | Davidoff Swiss Indoors, Basel, Thụy Sĩ           | Thảm (i)    | Guillermo Coria    | Bỏ cuộc                                  |
| Á quân  | 5.         | ngày 10 tháng 5 năm 2004  | Rome Masters, Rome, Ý                            | Đất nện     | Carlos Moyá        | 3–6, 3–6, 1–6                            |
| Á quân  | 6.         | ngày 18 tháng 10 năm 2004 | Madrid Masters, Madrid, Tây Ban Nha              | Cứng (i)    | Marat Safin        | 2–6, 4–6, 3–6                            |
| Á quân  | 7.         | ngày 25 tháng 10 năm 2004 | Davidoff Swiss Indoors, Basel, Thụy Sĩ           | Thảm (i)    | Jiří Novák         | 7–5, 3–6, 4–6, 6–1, 2–6                  |
| Vô địch | 3.         | ngày 1 tháng 5 năm 2005   | BMW Open, Munich, Đức                            | Đất nện     | Andrei Pavel       | 6–4, 6–1                                 |
| Vô địch | 4.         | ngày 20 tháng 11 năm 2005 | Tennis Masters Cup, Shanghai, Trung Quốc         | Thảm (i)    | Roger Federer      | 6–7(4–7), 6–7(11–13), 6–2, 6–1, 7–6(7–3) |
| Vô địch | 5.         | ngày 7 tháng 5 năm 2006   | Estoril Open, Estoril, Bồ Đào Nha                | Đất nện     | Nikolay Davydenko  | 6–3, 6–4                                 |
| Vô địch | 6.         | ngày 21 tháng 10 năm 2007 | Madrid Masters, Madrid, Tây Ban Nha              | Cứng (i)    | Roger Federer      | 1–6, 6–3, 6–3                            |
| Vô địch | 7.         | ngày 4 tháng 11 năm 2007  | Paris Masters, Paris, Pháp                       | Cứng (i)    | Rafael Nadal       | 6–4, 6–0                                 |
| Vô địch | 8.         | ngày 24 tháng 2 năm 2008  | ATP Buenos Aires, Buenos Aires, Argentina        | Đất nện     | José Acasuso       | 3–6, 7–6(7–5), 6–4                       |
| Á quân  | 8.         | ngày 1 tháng 3 năm 2008   | Abierto Mexicano TELCEL, Acapulco, Mexico        | Đất nện     | Nicolás Almagro    | 1–6, 6–7(1–7)                            |
| Vô địch | 9.         | ngày 4 tháng 10 năm 2008  | ATP Stockholm, Stockholm, Thụy Điển              | Cứng (i)    | Robin Söderling    | 6–2, 5–7, 6–3                            |
| Á quân  | 9.         | ngày 26 tháng 10 năm 2008 | Davidoff Swiss Indoors, Basel, Thụy Sĩ           | Cứng (i)    | Roger Federer      | 3–6, 4–6                                 |
| Á quân  | 10.        | ngày 2 tháng 11 năm 2008  | Paris Masters, Paris, Pháp                       | Cứng (i)    | Jo-Wilfried Tsonga | 3–6, 6–4, 4–6                            |
| Vô địch | 10.        | ngày 17 tháng 1 năm 2009  | Medibank International, Sydney, Úc               | Cứng        | Jarkko Nieminen    | 6–3, 6–7(9–11), 6–2                      |
| Vô địch | 11.        | ngày 8 tháng 8 năm 2010   | Legg Mason Tennis Classic, Washington, Mỹ        | Cứng        | Marcos Baghdatis   | 6–2, 7–6(7–4)                            |
| Á quân  | 11.        | ngày 15 tháng 1 năm 2011  | Heineken Open, Auckland, New Zealand             | Cứng        | David Ferrer       | 3–6, 2–6                                 |
| Á quân  | 12.        | ngày 17 tháng 6 năm 2012  | Aegon Championships, London, Vương quốc Anh      | Cỏ          | Marin Čilić        | 7–6(7–3), 3–4 xử thua                    |
| Á quân  | 13.        | ngày 17 tháng 2 năm 2013  | Brasil Open, São Paulo, Brazil                   | Đất nện (i) | Rafael Nadal       | 2–6, 3–6                                 |

### Đôi: 1 (1 lần á quân)
| Giải đấu                          |
| --------------------------------- |
| Grand Slam tournaments (0–0)      |
| ATP World Tour Finals (0–0)       |
| ATP World Tour Masters 1000 (0–0) |
| ATP World Tour 500 Series (0–0)   |
| ATP World Tour 250 Series (0–1)   |

| Mặt sân       |
| ------------- |
| Cứng (0–0)    |
| Đất nện (0–1) |
| Cỏ (0–0)      |
| Thảm (0–0)    |

| Kiểu sân         |
| ---------------- |
| Ngoài trời (0–1) |
| Trong nhà (0–0)  |

| Kết quả | Thắng-Thua | Năm                      | Giải đấu                                  | Mặt sân | Đồng đội         | Đối thủ                       | Tỷ số    |
| ------- | ---------- | ------------------------ | ----------------------------------------- | ------- | ---------------- | ----------------------------- | -------- |
| Á quân  | 1.         | ngày 23 tháng 2 năm 2003 | ATP Buenos Aires, Buenos Aires, Argentina | Đất nện | Lucas Arnold Ker | Mariano Hood Sebastián Prieto | 2–6, 2–6 |